# Sergenterie de la Comté
La sergenterie de la Comté est une ancienne circonscription administrative de la Manche. Elle appartenait en 1612/1636 à l'élection de Carentan et Saint-Lô, en 1677 à l'élection de Carentan, et en 1691 elle fut partagée entre les élections de Saint-Lô et l'élection de Carentan, ces élections faisaient partie de la généralité de Caen.

## Compositions
Elle comprenait 3 paroisses :
1. Géfosse, aujourd'hui Géfosse-Fontenay (canton d'Isigny-sur-Mer, Calvados), élection de Carentan à partir de 1691.
2. La Meauffe, élection de Saint-Lô à partir de 1691.
3. Villiers-Fossard, élection de Saint-Lô à partir de 1691.